# Knyken skisenter

Knyken skisenter ligger väster om orten Fannrem i Orklands kommun i Trøndelag fylke i mellersta Norge. Det består av hoppbackar, alpinanläggning, längdåkningsstadion, skidskytteanläggningar, elljusspår och spår. Skicentret ägs av Orkdal IL och drivs av skidavdelningen i idrottslaget. Den har sedan 1996 haft status som regionalanläggning.
Hoppanläggningen byggdes om perioden 2010–2012, och de gamla backarna med storlek K63, K40, K25 och K16 ersattes av nya backar med K68, K50, K30, K20, K10 och K6. Sommaren 2012 fick alla backarna plasthölje, så att de kan användas på sommaren. Backrekordet i K68-backen är 79 meter, satt av Knut Bjørnar Strøm under veteran-NM 13 april 2013.
Alpinanläggningen har två hissar och fyra nedfarter på totalt ca. 3000 meter, samt en egen barnskidlift. Skidskytteanläggningen hade NM år 1993. Elljusspåret är ca. 5 kilometer långt, spårnätet ca. 12 kilometer. Både hoppbackarna, alpinanläggningen och skidskytteanläggningen har strålkastare.